# 望远镜

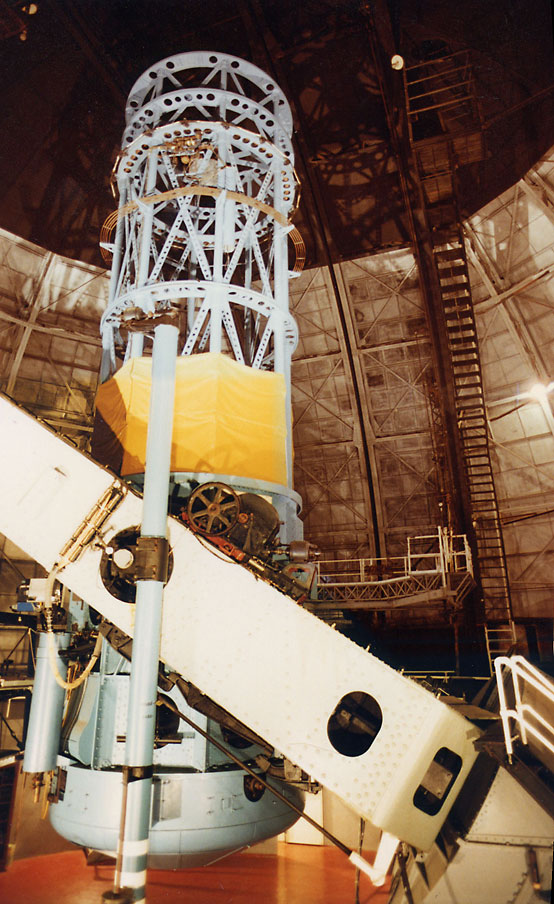
靠近加州洛杉磯，位於威爾遜山天文台的100英吋（2.54 公尺）的虎克反射望遠鏡。

望遠鏡是一種可以透過透鏡或面鏡將電磁波（例如可見光）折射或反射以協助觀察遠方物體的工具。已知能實用的第一架望遠鏡是在17世紀初期在荷蘭使用玻璃透鏡發明的。這項發明現在被應用在陸地和天文學。
在第一架望遠鏡被製造出來幾十年內，用鏡子收集和聚焦光線的反射望遠鏡就被製造出來。在20世紀，許多新型式的望遠鏡被發明，包括1930年代的電波望遠鏡和1960年代的紅外線望遠鏡。「望遠鏡」這個名詞現在是泛指能夠偵測不同區域的電磁頻譜的各種儀器，在某些情況下還包括其他類型的探測儀器。
英文的「telescope」（來自希臘的τῆλε，tele意「遠」＂far＂ 和 σκοπεῖν，skopein意「視」＂to look or see＂，合併為τηλεσκόπος音為＂teleskopos＂，意「遠視」＂far-seeing＂）。這個字是希臘數學家乔瓦尼·德米西亚尼在1611年於伽利略出席的意大利猞猁之眼国家科学院的一場餐會中，推銷他的儀器時提出的。在《星際信使》這本書中，伽利略使用的字是"perspicillum"。

## 簡史

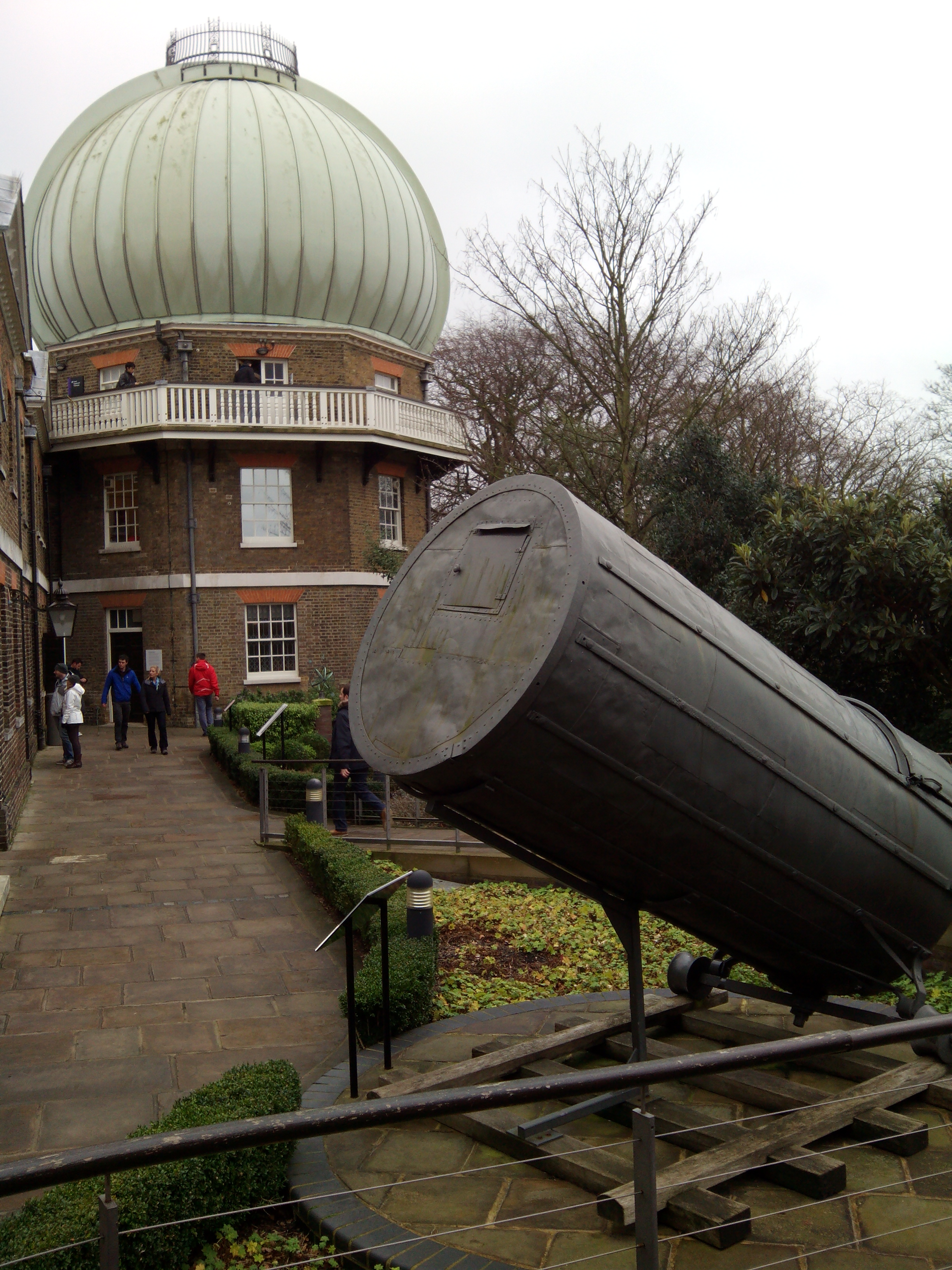
格林威治皇家天文台"洋蔥"式的圓頂內安放的是28英吋的折射望遠鏡。在前景中的是口徑120公分（47英寸）的威廉·赫歇爾反射望遠鏡（由於它的焦距長度，被稱為"40英尺望遠鏡"）剩餘部分。

關於望遠鏡，現存的最早紀錄是荷蘭米德爾堡的眼鏡製造商漢斯·利伯希在1608年向政府提交專利的折射望遠鏡。實際的發明者是誰不能確定，它的發展要歸功於三個人：漢斯·利伯希、米德爾堡的眼鏡製造商扎哈里亞斯·揚森和阿爾克馬爾的雅各布·梅修斯。望遠鏡被發明得消息很快就傳遍歐洲。伽利略在1609年6月聽到了，就在一個月內做出自己的望遠鏡用來觀測天體。
在折射望遠鏡發明之後不久，將物鏡，也就是收集光的元件，用面鏡來取代透鏡的想法，就開始被研究。使用拋物面鏡的潛在優點 －減少球面像差和無色差，導致許多種設計和製造反射望遠鏡的嘗試。在1668年，艾薩克·牛頓製造了第一架實用的反射望遠鏡，現在就以他的名字稱這種望遠鏡為牛頓反射鏡。
在1733年發明的消色差透鏡糾正了存在於單一透鏡的部分色差，並且使折射鏡的結構變得較短，但功能更為強大。儘管反射望遠鏡不存在折射望遠鏡的色差問題，但是金屬鏡快速變得昏暗的鏽蝕問題，使得反射鏡的發展在18世紀和19世紀初期受到很大的限制 －在1857年發展出在玻璃上鍍銀的技術，才解決了這個困境，進而在1932年發展出鍍鋁的技術。受限於材料，折射望遠鏡的極限大約是一公尺（40英吋），因此自20世紀以來的大型望遠鏡全部都是反射望遠鏡。目前，最大的反射望遠鏡已經超過10公尺（33英尺），正在建造和設計的有30-40公尺。
20世紀也在更關廣的頻率，從電波到伽瑪射線都在發展。在1937年建造了第一架電波望遠鏡，自此之後，已經開發出了各種巨大和複雜的天文儀器。

## 類型

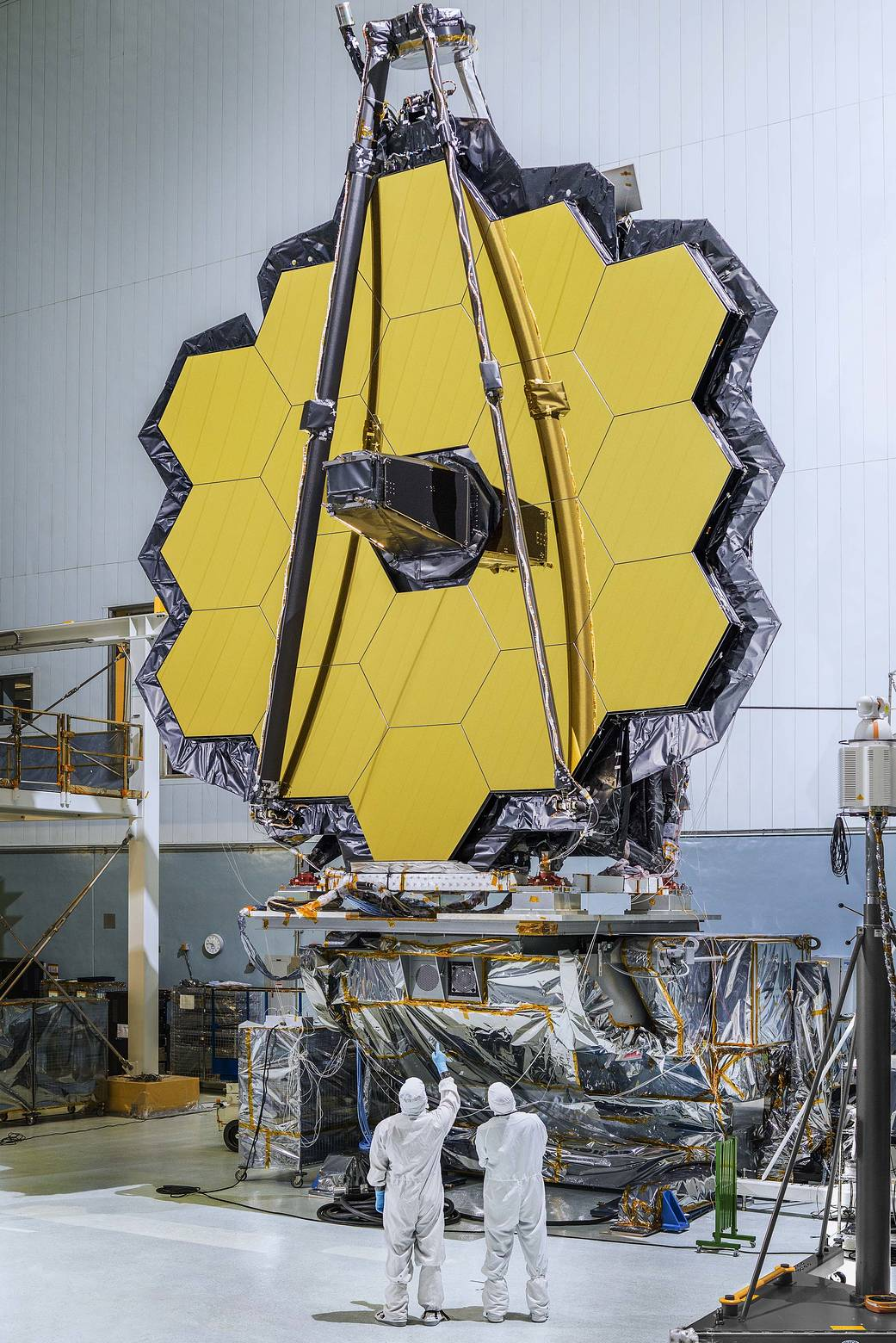
在建造中的詹姆斯·韋伯太空望遠鏡主鏡。這是組合鏡，它塗上金（橙紅色）以反射可見光、近紅外線以及中紅外線。

望遠鏡這個名詞涵蓋了各種各樣的儀器。大多數是用來檢測電磁輻射，但對天文學家而言，主要的區別在收集的光（電磁輻射）波長不同。
望遠鏡可以依照它們所收集的波長來分類：
- X射線望遠鏡：使用在波長比紫外線更短的電磁波。
- 紫外線望遠鏡：使用於波長比可見光短的電磁波。
- 光學望遠鏡：使用在可見光的波長。
- 紅外線望遠鏡：使用在比可見光長的電磁波。
- 次毫米波望遠鏡：使用在比紅外線更長的電磁波。
- 非涅耳成像儀（英语：Fresnel Imager）：一種光學透鏡技術。
- X射線光學：某些X射線波長的光學。

| 伽瑪射線 | 短於0.01 nm     | 超過10 EHZ        | 100 keV – 300+ GeV  | X |
| X射線    | 0.01至10 nm     | 30 PHz – 30 EHZ   | 120 eV至120 keV     | X |
| 紫外線   | 10 nm – 400 nm  | 30 EHZ – 790 THz  | 3 eV至124 eV        |   |
| 可見光   | 390 nm – 750 nm | 790 THz – 405 THz | 1.7 eV – 3.3 eV     | X |
| 紅外線   | 750 nm – 1 mm   | 405 THz – 300 GHz | 1.24 meV – 1.7 eV   | X |
| 微波     | 1 mm – 1 meter  | 300 GHz – 300 MHz | 1.24 meV – 1.24 µeV |   |
| 電波     | 1 mm – km       | 300 GHz – 3 Hz    | 1.24 meV – 12.4 feV | X |

隨著波長的增加，可以更容易地使用天線技術進行電磁輻射的交互作用（雖然它可能需要製作很小的天線）。近紅外線可以像可見光一樣的處理，而在遠紅外線和次毫米波的範圍內，望遠鏡的運作就像是一架電波望遠鏡。例如，觀測波長從3微米（0.003mm）到2000微米（2毫米）的詹姆士·克拉克·麥斯威爾望遠鏡（JCMT），就使用鋁製的拋物面天線。另一方面，觀察從3μm（0.003毫米）到180微米（0.18 毫米） 的斯皮策太空望遠鏡就可以使用面鏡成像（反射光學）。同樣使用反射光學的，還有哈伯太空望遠鏡可以觀測0.2μm（0.0002 毫米）到1.7微米（0.0017 毫米），從紅外線到紫外線的第三代廣域照相機。
在望遠鏡設計中的另一個門檻，隨著光子能量的增加（波長變短和頻率增加）是使用全反射光學，而不是粗略的入射光學。像是TRACE和SOHO望遠鏡使用特殊的面鏡反射極紫外線，否則不可能產生高解析度和較亮的影像。大口徑並不意味著能收集更多的光，它收集的是高階繞射極限的光。
望遠鏡也可以依據所在的位置來分類：地面望遠鏡、太空望遠鏡或飛行望遠鏡。它們還能依據使用者是專業天文學家，還是業餘天文學家來分類。擁有一架或多架望遠鏡與其它儀器的永久性房舍或載運工具，稱為天文台。

### 光學望遠鏡

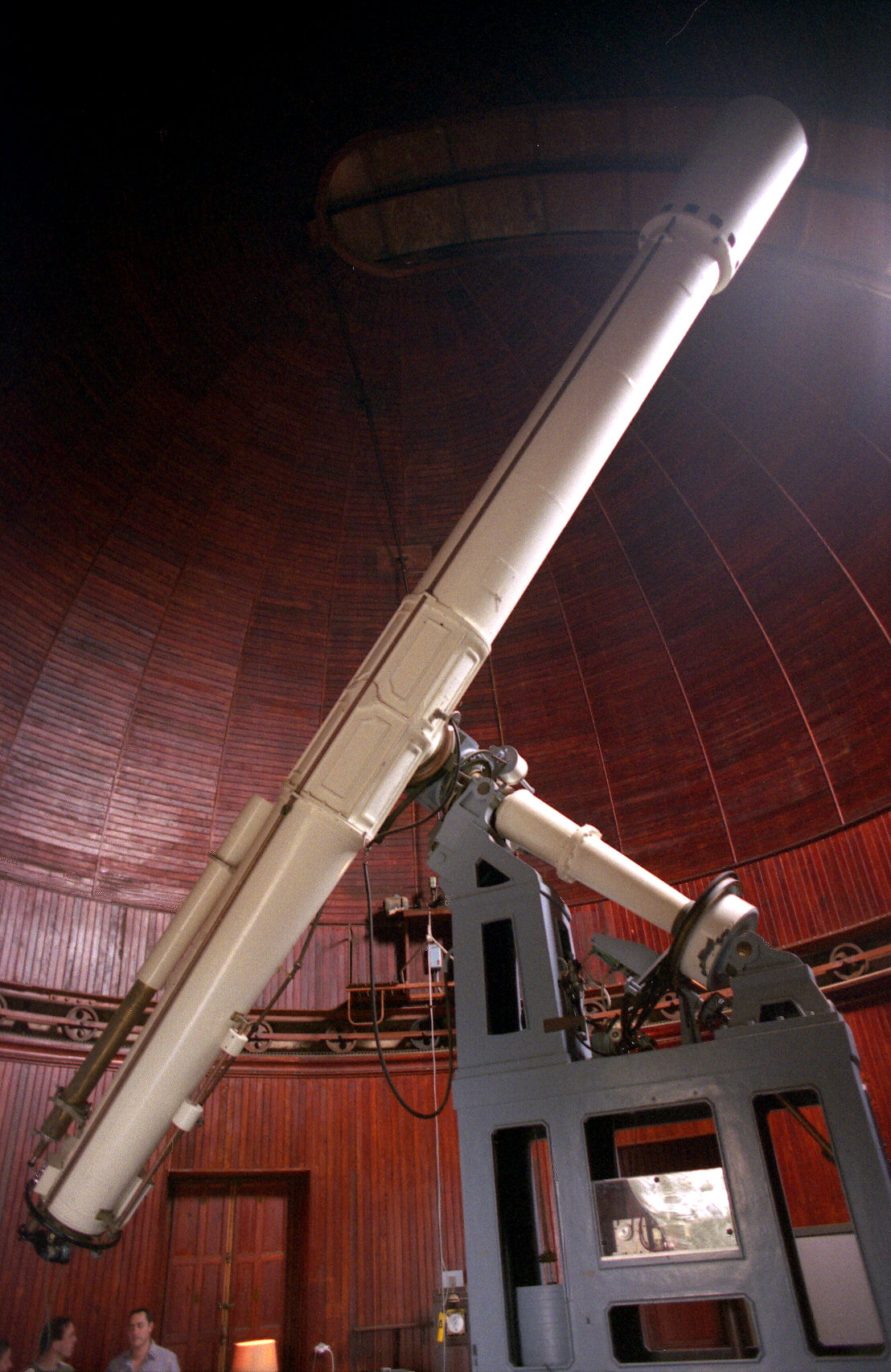
尼斯天文台的50公分折射望遠鏡。

光學望遠鏡主要是收集並聚焦電磁頻譜中可見光部分的光線（雖然有些在紅外線和紫外線的波段工作）光學望遠鏡明顯增加遠處物體的視角大小和視亮度。為了對影像觀察、拍照、研究、並發送至電腦，望遠鏡會採用一個或多個光學曲面的元件來工作。通常由玻璃的透鏡或面鏡收集線或其它電磁波的輻射，將這些光或輻射匯聚到焦點上。光學望遠鏡使用在許多天文和非天文的儀器，包括：經緯儀（包括中星儀）、鑑識望遠鏡、 單筒望遠鏡、雙筒望遠鏡、相機鏡頭、和間諜鏡。望遠鏡有三種主要的學類型：
- 使用透鏡成像的折射望遠鏡。
- 使用安排好的面鏡成像的反射望遠鏡。
- 使用面鏡和透鏡共同組合來成像的折反射望遠鏡。

除了這些基本的光學類型之外，還有許多改變光學設計以適合它們執行任務的子類型，像是攝星鏡、尋彗鏡、太陽望遠鏡等等。

### 電波望遠鏡

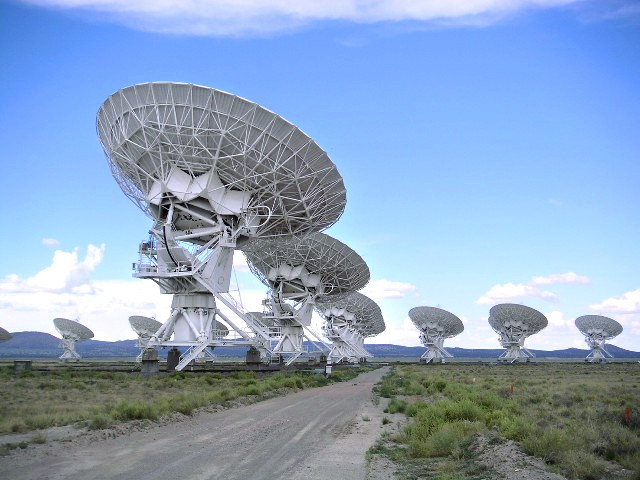
位於美國新墨西哥州的聖阿古斯丁平原上的甚大天線陣。

電波望遠鏡是電波天文學使用，有指向天線天線的望遠鏡。這些盤面有時是用導電的金屬絲網建造，其口徑小於所觀測到的波長。多元素的電波望遠鏡由成對或更多的小望遠鏡組成，以合成口徑相等於彼此間距離的虛擬望遠鏡，這個程序被稱為孔徑合成。在2005年，紀錄上的陣列大小是地球直徑的許多倍 －利用位於太空的甚長基線干涉測量望遠鏡，像是日本的HALCA（高度先進通信和天文學實驗室VSOP (VLBI Space Observatory Program) satellite （页面存档备份，存于））
孔徑合成現在也被應用在光學望遠鏡，使用在光學干涉儀 (光學望遠鏡陣列)，和在單一望遠鏡上使用口徑遮蔽干涉。當可見光被阻擋或微弱時，電波望遠鏡也用來收集微波輻射，例如類星體。有些電波望遠鏡被使用於專案，例如SETI和阿雷西博天文臺尋找外星生命。

## 大氣層的電磁頻譜不透明度
由於大氣層對大部分的電磁波譜是不透明的，所以只有少數波段可以從地面觀測得到。這些波段是可見光、近紅外線和一些無線電波部分的頻譜。由於這個原因，地面上沒有遠紅外線、或X射線的望遠鏡。因為這些波段必須從軌道上才能觀測。即使從地面上可以觀測的波段，因為視像度的緣故，在軌道上的衛星安置光學望遠鏡依然是有利的。

電磁波譜與地球大氣層的透射率（或不透明度），以及可用於成像波譜部分的望遠鏡類型。

## 體系結構
- 光学系统
  - 棱镜系统
  - 物镜
  - 目镜
- 機械系統
  - 望远镜的装置
    - 赤道仪
    - 經緯儀

  - 附件
    - 转仪鐘

## 规格参数
- 物镜口径
- 放大倍数
- 出瞳直径
- 出瞳距离
- 视场角度
- 像场角度

## 制作工艺
- 镀膜
- 球面反射镜磨制工艺
- 像差控制
- 色差控制

### 引用
1. ↑  archive.org "Galileo His Life And Work" BY James La Rosa "Galileo usually called the telescope occhicde or cannocchiale ; and now he calls the microscope occhialino. The name telescope was first suggested by Demisiani in 1612"
2. ↑  Sobel (2000, p.43), Drake (1978, p.196)
3. ↑  Rosen, Edward, The Naming of the Telescope (1947)
4. ↑  .   [2014-12-26]. （原始内容存档于2017-08-03）.
5. ↑  .   [2014-12-26]. （原始内容存档于2017-08-03）.
6. ↑  . www.nasa.gov.   [2018-04-08]. （原始内容存档于2021-02-14）.
7. ↑  Loker, Aleck. . Aleck Loker. 20 November 2017  [2018-04-08]. （原始内容存档于2021-02-14） –Google Books.
8. ↑  .   [2014-12-26]. （原始内容存档于2013-06-02）.
9. ↑  Attempts by Niccolò Zucchi and James Gregory and theoretical designs by Bonaventura Cavalieri, Marin Mersenne, and Gregory among others
10. ↑  .   [2014-12-26]. （原始内容存档于2012-05-22）.
11. ↑   (PDF).   [2014-12-26]. （原始内容存档于2017-07-10）.
12. ↑  .   [2014-12-26]. （原始内容存档于2011-02-05）.
13. ↑  .   [2014-12-26]. （原始内容存档于2020-11-12）.
14. ↑  .   [2015-01-12]. （原始内容存档于2016-12-01）.

## 參看
- 顯微鏡
- 放大鏡
- 眼鏡
- 監視器
- 相機
- 攝影機